# 昔話法廷
『昔話法廷』（むかしばなしほうてい）は、NHK教育テレビジョンで2015年から放送されていた小学5・6年生から高校生対象の教育ドラマシリーズ。親しみ深い昔話を題材に「もし、昔話の主人公たちが訴えられたら…?」との設定で、昔話の登場人物が現代の法廷で裁かれる様子を裁判員の視点から描いた法廷ドラマを通じて裁判員制度について考える。

## 概要
既存の昔話で起きた展開を現代の法律になぞらえて裁判形式で展開する。ドラマは裁判員の目線から描かれ、毎回裁判員の審議に入ったところで話が終わるが、これは判決を視聴者の判断に委ねるという番組の意向上の演出である。なお、番組公式サイトには裁判員役の演者の見解が掲載されている。
有罪か無罪という判断よりも、有罪の上でどのような刑罰を与えるかを議題としたものが多い。
2016年にドイツのミュンヘンで開催された子供向けテレビ番組賞「プリ・ジュネス2016」でノミネートされた全作品を鑑賞したこども審査員たちの投票で本作（第1話「『三匹のこぶた』裁判」の回）が第1位を獲得し、11歳から15歳対象のフィクション作品部門で国際こども審査員賞を受賞した。また第1話「『三匹のこぶた』裁判」の回が2016年度グッドデザイン賞を受賞している。
2016年8月3日 - 5日に第2弾が放送、2017年8月14日・15日に第3弾が放送、2018年8月13日・14日に第4弾が放送。
2020年度から2022年度までの3年間は、第4弾までに放送された10回分のエピソードを順にリピート放送する形で、レギュラー番組（2021年度までは下半期限定、2022年度は隔週通年）としても編成された。
2021年3月29日の第5弾をもって新作の放送は完結となることが発表された。同年10月4日にNHK総合にて放送されることが発表された。それに先立ち、NHK Eテレでの10月2日の再放送も予定されている。
2022年1月2日（1日深夜） 0:00 ｰ 3:00（1:26を境に第1部と第2部に分けている）、過去に放送したエピソードからのアンコールを中心にゲストの有識者の座談を交えた特番『昔話法廷 正月スペシャル』が放送された。
- 第1部 - 「浦島太郎」、「赤ずきん」、「カチカチ山」、「ブレーメンの音楽隊」
- 第2部 - 「さるかに合戦」、「ヘンゼルとグレーテル」、「桃太郎」
- ゲスト - 山里亮太、安藤玉恵、松本穂香、竹中直人（第1部）、平川和宏（第1部）、小林聡美（第2部）、仲野太賀（第2部）
- 総合司会 - 中條誠子

## 放送日程・キャスト
| シーズン | 各話   | 初回放送日     | サブタイトル                  | 作中の裁判員の考え                            | 脚本           | キャスト              | キャスト                                  | キャスト                | キャスト                | キャスト                                                    | キャスト                              | キャスト                 | キャスト          |
| シーズン | 各話   | 初回放送日     | サブタイトル                  | 作中の裁判員の考え                            | 脚本           | 裁判員                | 被告人                                    | 検察官                  | 弁護人                  | 検察側証人                                                  | 弁護側証人                            | 傍聴人                   | 裁判長            |
| -------- | ------ | -------------- | ----------------------------- | --------------------------------------------- | -------------- | --------------------- | ----------------------------------------- | ----------------------- | ----------------------- | ----------------------------------------------------------- | ------------------------------------- | ------------------------ | ----------------- |
| 1        | 第1話  | 2015年 8月10日 | 『三匹のこぶた』 裁判         | 有罪                                          | 今井雅子       | 広瀬千明 - 小芝風花   | トン三郎 - 押田美和/ 前田航基（声）       | 相田智子 - 木南晴夏     | 山西ハジメ - 加藤虎ノ介 | オオカミの母親 - 田村こころ/坂本千夏（声）                  | トン一郎 - 浅川薫理/ 下田翔大（声）   | トン二郎                 | 立松仁 - 平川和宏 |
| 1        | 第2話  | 8月11日        | 『カチカチ山』 裁判           | 有罪 (執行猶予)                               | 今井雅子       | 高原聡子 - 宮﨑香蓮   | ウサギ - 藤尾勘太郎/ 蕨野友也（声）       | 内川花 - 安藤玉恵       | 宮前卓郎 - モロ師岡     | タヌキ - 田沼ジョージ/清水優（声）                          | おじいさん - 高橋元太郎               | -                        | 立松仁 - 平川和宏 |
| 1        | 第3話  | 8月12日        | 『白雪姫』 裁判               | 有罪                                          | 今井雅子       | 大平まみ - 工藤綾乃   | 王妃 - 真行寺君枝                         | 霧島翔 - 山本裕典       | 藤豊彦 - 堀内正美       | 白雪姫 - 小林涼子 狩人 - 苅谷俊介                           | -                                     | -                        | 立松仁 - 平川和宏 |
| 2        | 第4話  | 2016年 8月03日 | 『アリとキリギリス』 裁判     | 無罪                                          | オカモト國ヒコ | 宮下七海 - 朝倉あき   | アリ - 藤尾勘太郎/ 松田悟志（声）         | 大田満知子 - ミムラ     | 崎島六助 - 嶋田久作     | キリギリスの母 - 尾島江利子/ 春風ひとみ（声）               | アリの妻 - 押田美和/ 吉本菜穂子（声） | -                        | 立松仁 - 平川和宏 |
| 2        | 第5話  | 8月04日        | 『舌切りすずめ』 裁判         | 有罪                                          | オカモト國ヒコ | 川本ルナ - 蔵下穂波   | すずめ - 押田美和/ 大後寿々花（声）       | 久米夏 - 国仲涼子       | 鈴木哲男 - 小木茂光     | おばあさん - 根岸季衣                                       | おじいさん - 沼田爆                   | -                        | 立松仁 - 平川和宏 |
| 2        | 第6話  | 8月05日        | 『浦島太郎』 裁判             | 有罪 (実刑)                                   | オカモト國ヒコ | 滝沢奈緒 - 光宗薫     | 乙姫 - 清水くるみ                         | 高嶺つかさ - 奥貫薫     | 辻幸作 - 平田満         | 浦島太郎 - 横内正                                           | カメ - 森大/前野朋哉（声）            | -                        | 立松仁 - 平川和宏 |
| 3        | 第7話  | 2017 年8月14日 | 『ヘンゼルとグレーテル』 裁判 | 有罪 (ただし 強盗殺人は成立せず、 単なる窃盗) | 坂口理子       | 瀬戸香織 - 松本穂香   | ヘンゼル - 二宮慶多 グレーテル - 新井美羽 | 奥町寿々子 - 小西真奈美 | 里田良雄 - 志賀廣太郎   | 白い鳥 - 浜野謙太（声）                                     | -                                     | -                        | 立松仁 - 平川和宏 |
| 3        | 第8話  | 8月15日        | 『さるかに合戦』 裁判         | 有罪 (死刑)                                   | 坂口理子       | 友永啓介 - 須賀健太   | 猿 - 中村倫也（声）                       | 岡山都 - 小林聡美       | 生駒孝 - 小澤征悦       | 子ガニ - 浦上晟周（声）                                     | 猿の妻 - 内田慈（声）                 | 子猿                     | 立松仁 - 平川和宏 |
| 4        | 第9話  | 2018年 8月13日 | 『ブレーメンの音楽隊』 裁判   | 有罪 (実刑)                                   | 坂口理子       | 田村まどか - 優希美青 | ロバ - 寺田農（声）                       | 鎌田寛 - 林遣都         | 白石樹 - 木村多江       | 盗賊一家の長男 - 山中崇                                     | ネコ - 松金よね子（声）               | イヌ オンドリ            | 立松仁 - 平川和宏 |
| 4        | 第10話 | 8月14日        | 『赤ずきん』 裁判             | 無罪 (心神喪失による)                         | 坂口理子       | 水元佑太 - 泉澤祐希   | 赤ずきん - 佐藤玲                         | 本多美咲 - 吉田羊       | 武智昌平 - 竹中直人     | オオカミの母親 - 神野三鈴（声）                             | おばあさん - 角替和枝                 | -                        | 立松仁 - 平川和宏 |
| 5        | 最終話 | 2021年 3月29日 | 『桃太郎』 裁判               | 有罪 (死刑にすべきでない)                     | 森下佳子       | 間杏子 - 恒松祐里     | 桃太郎 - 仲野太賀                         | 桜井真実 - 天海祐希     | 梅原佑 - 佐藤浩市       | 鬼ノ助の妻 - 仲里依紗 犬 - 大倉孝二（声） 猿 - 本多力（声） | おばあさん - 白石加代子               | 雉 鬼ノ助 - 勝矢（写真） | 立松仁 - 平川和宏 |

## スタッフ
- 脚本 - 今井雅子（シーズン1）、オカモト國ヒコ（シーズン2）、坂口理子（シーズン3、4）、森下佳子（シーズン5）
- イラストレーション - 伊野孝行
- 法律監修 - 今井秀智[19]
- 制作・著作 - NHK

## 関連商品
- 坂口理子 著、NHK Eテレ「昔話法廷」制作班 編『昔話法廷』イマセン 法律監修、伊野孝行 挿画、金の星社、2016年8月。ISBN 978-4-323-07365-1。
- オカモト國ヒコ 著、NHK Eテレ「昔話法廷」制作班 編『昔話法廷 Season2』イマセン 法律監修、伊野孝行 挿画、金の星社、2017年9月。ISBN 978-4-323-07399-6。
- 坂口理子 著、NHK Eテレ「昔話法廷」制作班 編『昔話法廷 Season3』イマセン 法律監修、伊野孝行 挿画、金の星社、2018年6月。ISBN 978-4-323-07421-4。
- 坂口理子 著、NHK Eテレ「昔話法廷」制作班 編『昔話法廷 Season4』イマセン 法律監修、金の星社、2019年9月。ISBN 978-4-323-07448-1。